# Liriomyza centaureae
Liriomyza centaureae är en tvåvingeart som beskrevs av Erich Martin Hering 1927. Liriomyza centaureae ingår i släktet Liriomyza och familjen minerarflugor.
Artens utbredningsområde är Tyskland. Arten är reproducerande i Sverige. Inga underarter finns listade i Catalogue of Life.